# Jan Kanty Steczkowski
Jan Kanty Steczkowski (Dąbrowa Tarnowska, 16 ottobre 1862 – Cracovia, 3 settembre 1929) è stato un politico ed economista polacco.

## Biografia
Dopo aver ricoperto la carica di ministro delle Finanze nel governo di Jan Kucharzewski, il 4 aprile 1918 venne nominato primo ministro dal Consiglio di reggenza ma il suo esecutivo restò in carica solo fino al 23 ottobre dello stesso anno. Steczkowski tornò alla ribalta politica durante il governo di Wincenty Witos sempre alla guida del dicastero delle Finanze.